# Liste der Abgeordneten zum Burgenländischen Landtag (XII. Gesetzgebungsperiode)
Diese Liste der Abgeordneten zum Burgenländischen Landtag listet alle Mitglieder des Burgenländischen Landtags in der XII. Gesetzgebungsperiode auf. Die Gesetzgebungsperiode wurde am 3. November 1972 mit der Angelobung der Abgeordneten und der Wahl des Präsidiums eröffnet und endete nach 49 Sitzungen am 27. Oktober 1977 mit der Angelobung des Landtags der XIII. Gesetzgebungsperiode. Nach der Landtagswahl am 8. Oktober 1972 entfielen 16 von 32 Mandaten auf die Sozialdemokratische Partei Österreichs (SPÖ), 15 Mandate auf die Österreichische Volkspartei (ÖVP) und 1 Mandat auf die Freiheitliche Partei Österreichs (FPÖ).
Dem Präsidium saß als 1. Landtagspräsident der SPÖ-Abgeordnete Karl Krikler vor. Die Funktion des 2. Landtagspräsidenten hatte Johann Erhardt (ÖVP) inne, 3. Landtagspräsident war zunächst Emmerich Koller (SPÖ), der am 6. November 1975 von Hans Krutzler (SPÖ) abgelöst wurde. Die Funktion des Schriftführers übten Matthias Pinter (bis 5. November 1975), Josef Posch (ab 6. November 1975) und Franz Sauerzopf aus, Ordner waren Josef Peck und Johann Schwarz.
Noch in der 1. Landtagssitzung legten sechs Abgeordnete ihr Mandat nieder und wechselten in die Landesregierung beziehungsweise in den Bundesrat. Sie wurden noch am selben Tag nachbesetzt. Des Weiteren kam es während der Gesetzgebungsperiode zu sechs weiteren Wechseln unter den Landtagsabgeordneten.
| Name                  | Fraktion | Anmerkung                                                                      |
| --------------------- | -------- | ------------------------------------------------------------------------------ |
| Böhm Georg            | ÖVP      |                                                                                |
| Deutsch Johann        | ÖVP      |                                                                                |
| Erhardt Johann        | ÖVP      |                                                                                |
| Gilschwert Josef      | ÖVP      | ab 17. Dezember 1973 für Alfred Kranich                                        |
| Gossi Alois           | SPÖ      | am 3. November 1972 für ein Mitglied der Landesregierung/Bundesrat nachgerückt |
| Grohotolsky Rudolf    | ÖVP      | am 3. November 1972 Mandatsrücklegung nach Wahl in die Landesregierung         |
| Halbritter Johann     | ÖVP      | ab 6. November 1975 für Ottilie Rochus                                         |
| Handler Josef         | SPÖ      | am 3. November 1972 für ein Mitglied der Landesregierung/Bundesrat nachgerückt |
| Holper Karl           | ÖVP      |                                                                                |
| Kapaun Heinz          | SPÖ      | bis 6. November 1975                                                           |
| Karall Johann         | ÖVP      |                                                                                |
| Katsich Thomas        | ÖVP      |                                                                                |
| Kery Theodor          | SPÖ      | am 3. November 1972 Mandatsrücklegung nach Wahl in die Landesregierung         |
| Koller Emmerich       | SPÖ      | bis 6. November 1975                                                           |
| Kranich Alfred        | ÖVP      | bis 17. Dezember 1973                                                          |
| Krikler Karl          | SPÖ      |                                                                                |
| Krutzler Hans         | SPÖ      |                                                                                |
| Mader Gerald          | SPÖ      | am 3. November 1972 Mandatsrücklegung nach Wahl in die Landesregierung         |
| Marx Franz            | ÖVP      | am 3. November 1972 für ein Mitglied der Landesregierung/Bundesrat nachgerückt |
| Mayer Josef           | SPÖ      | ab 27. Jänner 1975 für Franz Probst                                            |
| Medl Josef            | SPÖ      |                                                                                |
| Moser Rudolf          | SPÖ      |                                                                                |
| Nikles Julius         | ÖVP      |                                                                                |
| Peck Josef            | SPÖ      |                                                                                |
| Pinter Matthias       | SPÖ      |                                                                                |
| Pleyer Hilde          | SPÖ      | am 3. November 1972 für ein Mitglied der Landesregierung/Bundesrat nachgerückt |
| Polster Reinhold      | ÖVP      | am 3. November 1972 Mandatsrücklegung nach Wahl in den Bundesrat               |
| Pöpperl Anna          | SPÖ      |                                                                                |
| Posch Josef           | SPÖ      |                                                                                |
| Probst Franz          | SPÖ      |                                                                                |
| Rauchwarter Ernst     | ÖVP      | am 3. November 1972 für ein Mitglied der Landesregierung/Bundesrat nachgerückt |
| Resch Franz           | SPÖ      |                                                                                |
| Rezar Richard         | FPÖ      |                                                                                |
| Rochus Ottilie        | ÖVP      | bis 6. November 1975                                                           |
| Sauerzopf Franz       | ÖVP      |                                                                                |
| Schmall Josef         | ÖVP      | am 3. November 1972 für ein Mitglied der Landesregierung/Bundesrat nachgerückt |
| Schwarz Johann        | ÖVP      |                                                                                |
| Sipötz Johann         | SPÖ      | ab 6. Dezember 1974 für Josef Medl                                             |
| Soronics Franz        | ÖVP      | am 3. November 1972 Mandatsrücklegung nach Wahl in die Landesregierung         |
| Stix Karl             | SPÖ      | ab 6. November 1975 für Heinz Kapaun                                           |
| Vogl Helmuth          | SPÖ      | am 3. November 1972 Mandatsrücklegung nach Wahl in die Landesregierung         |
| Weichselberger Alfred | SPÖ      |                                                                                |
| Widder Günter         | ÖVP      | am 3. November 1972 für ein Mitglied der Landesregierung/Bundesrat nachgerückt |
| Wiesler Josef         | ÖVP      | am 3. November 1972 Mandatsrücklegung nach Wahl in die Landesregierung         |
| Wurglics Ivan         | SPÖ      | ab 6. November 1975 für Emmerich Koller                                        |
| Zipser Ella           | SPÖ      | ab 27. Jänner 1975 für Josef Handler                                           |